# ОШ „Ђура Јакшић” ИО Никојевићи
ОШ „Ђура Јакшић” ИО Никојевићи, насељеном месту на територији града Ужица, основана је 1931. године, као издвојено одељење школе из Равни, које је почело са радом у кући Вука Цицварића.

## Историја школе
Већ 1932. године, школа у Никојевићима постаје самостална, радила је до 1936. године и тада престаје са радом, а ученици настављају школовање у Равнима. После завршетка Другог светског рата, школа поново почиње са радом у једној приватној кући, а 1949. године пресељена је у новоизграђену зграду задружног дома. Од 1957. године до данас, школа ради као четворогодишње ИО Основне школе „Ђура Јакшић” из Равни. 

## Зграда школе
Школска зграда у Никојевићима је једноставна, једноспратна грађевина, покривена црепом. У лепо одржаваном школском дворишту налази се мало игралиште за децу и тоалети. Преко пута школе је велики асфалтирани, у приличној мери запуштен, спортски терен.